# Young Guns (film)
Pour les articles homonymes, voir Young Guns.
Série
Young Guns 2
(1990)
Pour plus de détails, voir Fiche technique et Distribution.
Young Guns ou Les Princes de la gâchette au Québec est un film américain réalisé par Christopher Cain, sorti en 1988.

## Synopsis
Dans les années 1870, la guerre du comté de Lincoln éclate au Nouveau-Mexique et scelle la légende de William H. Bonney, surnommé Billy the Kid.

## Fiche technique
- Titre français et original : Young Guns
- Titre québécois : Les Princes de la gâchette
- Réalisation : Christopher Cain
- Scénario : John Fusco
- Photographie : Dean Semler
- Montage : Jack Hofstra (de)
- Musique : Anthony Marinelli (en) et Brian Banks
- Décors : Jane Musky
- Direction artistique : Harold Thrasher
- Costumes : Richard Hornung
- Casting : Penny Perry
- Producteurs : Joe Roth et Christopher Cain
  - Coproducteurs : Paul Schiff et Irby Smith
  - Producteurs délégués : John Fusco et James G. Robinson
- Sociétés de production : Morgan Creek Productions et 20th Century Fox
- Société de distribution : Star Productions
- Budget : 13 000 000 $[1]
- Pays de production :  États-Unis
- Langue originale : anglais
- Format : Couleur — 35 mm — 1,85:1 — Son : Dolby Stereo
- Genre : western , action
- Durée : 102 minutes
- Dates de sortie[2] :
  - États-Unis : 10 août 1988 (avant-première à Westwood) / 18 août 1988 (sortie nationale)
  - France : septembre 1988 (Festival du cinéma américain de Deauville) / 5 juillet 1989 (sortie nationale)
- Affiche : Michel Landi (France)

## Distribution
- Emilio Estevez (VF : Patrick Poivey) : William H. Bonney alias « Billy the Kid »
- Kiefer Sutherland (VF : Dominique Collignon-Maurin) : Josiah « Doc » Scurlock
- Lou Diamond Phillips (VF : Julien Kramer) : Jose Chavez y Chavez
- Casey Siemaszko (VF : José Luccioni) : Charlie Bowdre
- Dermot Mulroney (VF : Michel Vigné) : Dirty Steve Stephens
- Charlie Sheen (VF : Mathieu Rivolier) : Richard « Dick » Brewer
- Terry O'Quinn (VF : Jean-Pierre Dorat) : Alexander McSween
- Terence Stamp (VF : Gilles Segal) : John Tunstall
- Jack Palance (VF : Marc de Georgi) : Lawrence G. Murphy
- Sharon Thomas : Susan McSween
- Geoffrey Blake (VF : Jean-François Vlérick) : J. McCloskey
- Alice Carter : Yen Sun
- Brian Keith (VF : Jean Violette) : Buckshot Roberts
- Thomas Callaway (en) (VF : Jacques Richard) : Texas Joe Grant (Tom Callaway)
- Patrick Wayne (VF : Jacques Frantz) : Patrick Floyd « Pat » Garrett
- Victor Izay (VF : André Valmy) : le juge John Wilson
- Tom Cruise : l'un des hommes de Murphy (caméo)

## Accueil
Le film a connu un certain succès commercial, rapportant environ 45 661 000 $ au box-office en Amérique du Nord pour un budget de 13 000 000 $. En France, il a réalisé 157 883 entrées.
Sur le site agrégateur de critiques Rotten Tomatoes, il a reçu un accueil critique défavorable, recueillant 40 % de critiques positives, avec une note moyenne de 4,6/10 sur la base de 25 critiques collectées.

## Suite
Young Guns 2, réalisé par Geoff Murphy, sort en 1990. Emilio Estevez, Kiefer Sutherland et Lou Diamond Phillips reprennent notamment leur rôle respectif. William Petersen remplace Patrick Wayne dans le rôle de Pat Garrett. L'histoire se déroule un an après les évènements du premier film.
En janvier 2021, le scénariste John Fusco annonce qu'un troisième opus est en développement sous le titre de Guns 3: Alias Billy the Kid. Le scénario est écrit conjointement avec Emilio Estevez. Ce dernier reprend son rôle de Billy the Kid et pourrait également officier en tant que réalisateur. Le long-métrage devrait également voir revenir Lou Diamond Phillips, l'acteur rappelant que le véritable Chavez y Chavez est mort bien après les événements couverts par le second film, à l'âge de soixante-dix ans. Christian Slater (Arkansas) figurerait également au casting.

## Autour du film
- Young Guns est l’adaptation libre d'une partie de la vie de Billy the Kid et de la bande des Regulators.
- Emilio Estevez et Charlie Sheen sont les fils de l'acteur Martin Sheen, Kiefer Sutherland celui de Donald Sutherland et Patrick Wayne celui de John Wayne.
- Tom Cruise apparaît très furtivement dans la fusillade finale derrière un chariot où il se fait descendre. Il est muni d'une moustache et d'un faux nez.